# Henry Durand-Davray
Pour les articles homonymes, voir Durand et Davray.
Henry Durand-Davray, également connu sous le nom de plume de Henry-D. Davray, né le 14 août 1873 à Gennevilliers et mort le 21 janvier 1944 à Londres, est un traducteur et critique littéraire français. Spécialiste de la littérature anglaise au prestigieux journal parisien le Mercure de France, il traduit en français les œuvres de H. G. Wells, Rudyard Kipling, Oscar Wilde et Yeats. Durant la première Guerre mondiale, il est correspondant de guerre et délégué officiel du gouvernement français. Il est le beau frère du peintre Georges Dola.

## Biographie
Né d'un père vosgien, Jean-Lucien-Henry Durand, jardinier, et d'une mère occitane, Marie Rivals, femme de chambre puis cuisinière, il développe dès sa jeunesse une aversion profonde pour l'Allemagne et une attirance pour l'Angleterre où il passe la plupart de ses vacances. Il entreprend des études d'anglais à la Sorbonne, mais ne parvient pas à y obtenir un diplôme en raison de ses absences prolongées. Il acquiert néanmoins une vaste culture qui lui permet de s'insérer et d'évoluer dans les milieux artistiques, politiques et littéraires aussi bien à Londres qu'à Paris. Il fait la connaissance de nombreux écrivains, notamment ceux appartenant au cercle de H. G. Wells : Arnold Bennett et Joseph Conrad. En 1917, il est l'un des fondateurs de la Société anglo-française (Anglo-French Society) dont le but est de promouvoir l'Entente cordiale : ses amis le surnomment alors affectueusement : « le tunnel sous la Manche »,.
Lorsqu'après avoir été libéré de prison en 1897, Oscar Wilde séjourne pour quelque temps à Naples, Henry-D. Davray fait sa connaissance, ayant obtenu son adresse, la villa Giudice au Pausilippe, grâce à Ernest Dowson, un ami proche de l'écrivain. Les deux hommes se rencontrent à nouveau par hasard alors que, vers la fin de sa vie, Oscar Wilde se trouve dans le besoin. Ayant dû annuler un rendez-vous pour le recevoir, Wilde demande de l'argent à Davray et lui offre en échange un exemplaire dédicacé de La Duchesse d'Amalfi de John Webster.

## Œuvres
Outre ses nombreuses traductions, on doit à Davray en tant qu'écrivain les deux ouvrages suivants, rédigés en français :
- Chez les Anglais pendant la grande guerre. Paris : Plon-Nourrit et Cie, 1916
- L'Œuvre et le prestige de Lord Kitchener ; lettre-préface de S.E.M. Paul Cambon. Paris : Plon-Nourrit et Cie, 1917

## Distinctions
En 1913, l'Académie française lui décerne le prix Langlois pour la traduction de Père et fils de Edmund Gosse, en collaboration avec Auguste Monod.